# Bert-Jan Ruissen

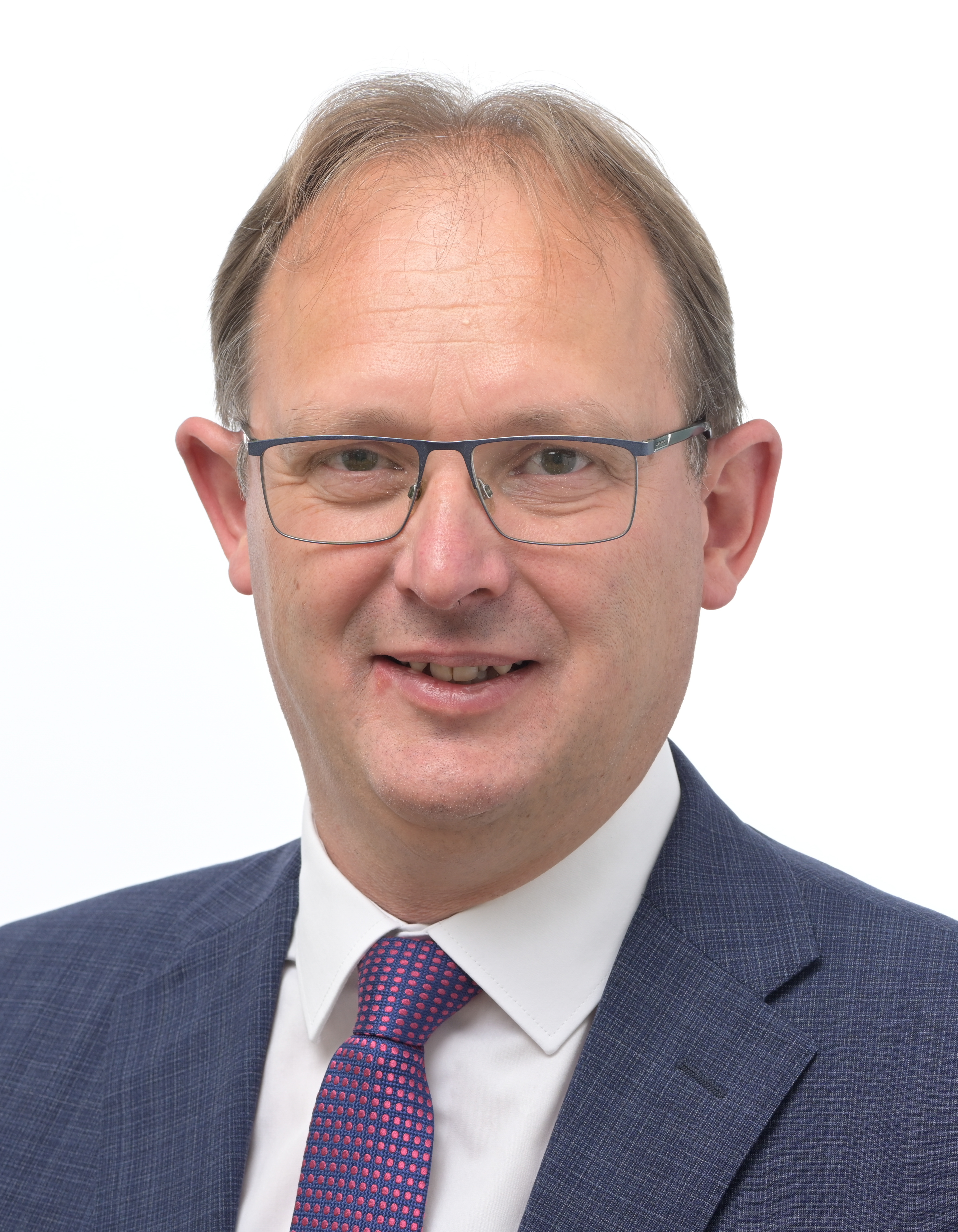
Bert-Jan Ruissen, político holandês, em foto de 2024

Bert-Jan Ruissen (nascido a 22 de Março de 1972) é um político holandês e membro do Parlamento Europeu (MEP) da Holanda. É membro do Partido Político Reformado (SGP), parte dos Conservadores e Reformistas Europeus (ECR).
No seu discurso inaugural no Parlamento Europeu, em Setembro de 2019, ele manifestou-se contra as patentes de características vegetais.